# Mickey se va de viaje
Mr. Mouse Takes a Trip (Mickey se va de viaje en España) es un cortometraje de animación de 1940 producido por Walt Disney Productions y lanzado por RKO Radio Pictures. El corto fue dirigido por Clyde Geronimi e incluye música original de Leigh Harline y Oliver Wallace. El corto fue animado por Clyde Geronimi, Ken Muse, Ed Love, Marvin Woodward, y Ray Abrams. El reparto de voz original incluye a Walt Disney como Mickey Mouse, Lee Millar como Pluto, y Billy Bletcher como Pete. Fue el 109.º cortometraje de la serie Mickey Mouse, y el tercero ese año.
La fama del corto aumentó desde entonces al adquirir cierta importancia histórica, ya que se filmó al propio Walt Disney grabando sus líneas como Mickey Mouse junto el actor Billy Bletcher como la voz de Pete, lo que lo convierte en una de las únicas veces que se le mostró haciendo su voz ante la cámara.

## Trama
Partiendo de vacaciones, Mickey Mouse y Pluto llegan a una estación de tren en Burbank, California (hogar de la sede de Walt Disney Productions) para viajar en un tren con destino a Pomona, pero el revisor, Pete, los echa dicendo que no se permiten perros. Mickey sube al tren, pero todo el tiempo debe ocultar a Pluto para que Pete no le descubra.